# بوم‌روان‌شناسی
بوم‌روان‌شناسی (به انگلیسی: Ecopsychology) یک روش و انگاره درمانی است که سعی می‌کند با نزدیک کردن روح به طبیعت، از نظر روانشناختی با مردم رفتار کند. روان‌شناسی بوم‌شناسی خارج از روان‌شناسی مرسوم است. یک فرض اصلی این است که درحالی که ذهن توسط دنیای نوین شکل می‌گیرد، ساختار اساسی آن در یک محیط غیرانسانی طبیعی ایجاد شده‌است. به دنبال گسترش و اصلاح ارتباط عاطفی بین انسان و طبیعت، و ترویج پایایی است.

## تاریخ
تئودور روزاک در کتاب خود با عنوان «صدای زمین» در سال ۱۹۹۲ به اصطلاح بوم‌روان‌شناسی اعتبار می‌دهد، گرچه گروهی از روانشناسان و متخصصان محیط زیست، از جمله مری گومس و آلن کاننر، به‌طور مستقل از این اصطلاح در همان زمان استفاده می‌کردند. روزاک، گومز و کانر بعداً این ایده را در بوم‌روان‌شناسی گزیدهٔ سال ۱۹۹۵ گسترش دادند. دو کتاب دیگر به ویژه سازنده هستند، جلد ۱۹۸۲ پئول شپرد، «طبیعت و جنون»، که تأثیر تعامل کم رنگ ما با طبیعت بر رشد روانی را مورد بررسی قرار داده بود، و دیوید ابرام، ۱۹۹۶: طلسم حساس: ادراک و زبان در جهانی بیش از انسان. کتاب دوم، نخستین کتابی بود که از پدیدارشناسی برای نگاه به محیط زیست و بررسی طبیعت و تأثیر منفی سواد بر آن استفاده کرد. روززاک فرضیه طبیعت‌بارگی زیست‌شناس ای.او. ویلسون را ذکر می‌کند. که انسان غریزه‌ای دارد که از لحاظ عاطفی با طبیعت ارتباط برقرار کند.

## برای مطالعهٔ بیشتر
- M. Day. "Ecopsychology and the Restoration of Home". 1998. The Humanistic Psychologist. Vol. 26. Issue 1-3.
- T. Roszak. The Voice of the Earth: An Exploration of Ecopsychology. 1993 Touchstone, New York.
- T. Roszak, M.E. Gomes, A.D. Kanner (Eds). Ecopsychology, restoring the earth healing the mind. 1995 Sierra Club Books, San Francisco.
- Renée G. Soule, "Ecopsychology" in Nigel Young (editor) The Oxford International Encyclopedia of Peace. 2010, Oxford University Press, Oxford.
- A. Fisher. Radical Ecopsychology: Psychology in the Service of Life. 2013 Suny Press, Albany.
- J. Phoenix Smith, "Ecopsychology: Toward a New Story of Cultural and Racial Diversity" 2013. Journal of Ecopsychology.Vol. 5. No.4.